# Crescent City (Florida)
Crescent City ist eine Stadt im Putnam County im US-Bundesstaat Florida. Das U.S. Census Bureau hat bei der Volkszählung 2020 eine Einwohnerzahl von 1.654 ermittelt. 

## Geographie
Crescent City liegt rund 35 km südlich von Palatka sowie etwa 110 km südlich von Jacksonville am westlichen Ufer des Crescent Lake.

## Geschichte
Erstmaligen Eisenbahnanschluss erhielt die Stadt 1886 durch eine Verlängerung der Bahnstrecke der Jacksonville, Tampa & Key West Railway von Jacksonville über Palatka nach Sanford. Nach mehreren Verkäufen und Umstrukturierungen kam die Strecke 1986 schließlich in den Besitz von CSX Transportation.
Crescent City ist der Geburtsort des Bürgerrechtsaktivisten Asa Philip Randolph (1889–1979).

## Demographische Daten
Laut der Volkszählung 2010 verteilten sich die damaligen 1577 Einwohner auf 1087 Haushalte. Die Bevölkerungsdichte lag bei 335,5 Einw./km². 58,4 % der Bevölkerung bezeichneten sich als Weiße, 30,8 % als Afroamerikaner, 0,5 % als Indianer und 0,4 % als Asian Americans. 7,6 % gaben die Angehörigkeit zu einer anderen Ethnie und 2,3 % zu mehreren Ethnien an. 17,7 % der Bevölkerung bestand aus Hispanics oder Latinos.
Im Jahr 2010 lebten in 28,9 % aller Haushalte Kinder unter 18 Jahren sowie 39,1 % aller Haushalte Personen mit mindestens 65 Jahren. 58,9 % der Haushalte waren Familienhaushalte (bestehend aus verheirateten Paaren mit oder ohne Nachkommen bzw. einem Elternteil mit Nachkomme). Die durchschnittliche Größe eines Haushalts lag bei 2,30 Personen und die durchschnittliche Familiengröße bei 3,05 Personen.
26,7 % der Bevölkerung waren jünger als 20 Jahre, 19,0 % waren 20 bis 39 Jahre alt, 22,0 % waren 40 bis 59 Jahre alt und 32,2 % waren mindestens 60 Jahre alt. Das mittlere Alter betrug 46 Jahre. 44,6 % der Bevölkerung waren männlich und 55,4 % weiblich.
Das durchschnittliche Jahreseinkommen lag bei 24.231 $, dabei lebten 39,3 % der Bevölkerung unter der Armutsgrenze.
Im Jahr 2000 war englisch die Muttersprache von 81,61 % der Bevölkerung, spanisch sprachen 17,90 % und 0,49 % sprachen laotisch.

## Sehenswürdigkeiten
Der Crescent City Historic District und das Hubbard House sind im National Register of Historic Places gelistet.

## Verkehr
Crescent City wird vom U.S. Highway 17 (SR 15) durchquert. Der nächste Flughafen ist der Daytona Beach International Airport (rund 70 km südöstlich).

## Kriminalität
Die Kriminalitätsrate lag im Jahr 2010 mit 558 Punkten (US-Durchschnitt: 266 Punkte) im hohen Bereich. Es gab sechs Raubüberfälle, neun Körperverletzungen, 47 Einbrüche, 56 Diebstähle und fünf Autodiebstähle.